# QuakeNet

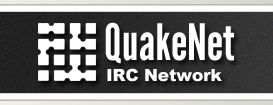

QuakeNet è una rete IRC fondata nel 1997. È stata una delle reti più diffuse, con un numero di utenti giornalieri che si aggirava sui 200 000 nel 2008 e un picco di 242 125 connessioni simultanee nel 2005. Nel 2020 vi erano circa 12 000 utenti.

## Storia
Fondata nel 1997 per dei giocatori di QuakeWorld, QuakeNet ha visto una grossa crescita durante gli anni poiché ha attratto molti giocatori, anche di altri giochi. È divenuta popolare inizialmente a causa della stabilità del network e dei servizi dei bot 'Q' e poi 'L'.

## Servizi
QuakeNet ha molti servizi, alcuni dei quali sono:
- D - Controllo dei servizi Newserv
- G - Aiuto automatico e controllo servizio, seconda versione di H e F.
- L - canale leggero di gestione del servizio
- NO - NOperserv beta (Operserv per il Newserv API)
- N4 - Un altro controllo di servizio Newserv (P's)
- O - Operatore di servizio
- P - Proxyscan 2 (Modulo Newserv)
- Q - Le intere caratteristiche della gestione dei servizi, il servizio più famoso di Quakenet
- Q9 - Nuova versione del servizio del canale Q, attualmente[non chiaro] sotto test (Modulo Newserv)
- R - Q, L e S richiedono servizio (Modulo Newserv)
- S - Spamscan service, versione 2 (Newserv module)
- T - Trojanscan, versione 2 (Newserv module)